# French Open 1996 (Badminton)
Die French Open 1996 im Badminton fanden vom 20. bis zum 24. März 1996 in Paris statt. Auf der IBF-Turnierskala erreichte es die Wertung A.

## Sieger und Platzierte
| Disziplin    | Gold                            | Silber                                   | Bronze                          |
| ------------ | ------------------------------- | ---------------------------------------- | ------------------------------- |
| Herreneinzel | Kenneth Jonassen                | Jesper Olsson                            | Chris Bruil                     |
| Herreneinzel | Kenneth Jonassen                | Jesper Olsson                            | Joris van Soerland              |
| Dameneinzel  | Marina Andrievskaia             | Lee Kyung-won                            | Park Eun-joo                    |
| Dameneinzel  | Marina Andrievskaia             | Lee Kyung-won                            | Kelly Morgan                    |
| Herrendoppel | Dharma Gunawi Michael Keck      | Jesper Larsen Peder Nissen               | Manuel Dubrulle Vincent Laigle  |
| Herrendoppel | Dharma Gunawi Michael Keck      | Jesper Larsen Peder Nissen               | Marek Bujak Stephan Kuhl        |
| Damendoppel  | Brenda Conijn Nicole van Hooren | Jillian Haldane Elinor Middlemiss        | Nicole Grether Karen Neumann    |
| Damendoppel  | Brenda Conijn Nicole van Hooren | Jillian Haldane Elinor Middlemiss        | Gitte Jansson Mette Schjoldager |
| Mixed        | Jesper Larsen Majken Vange      | Vladislav Druzchenko Viktoria Evtushenko | Björn Siegemund Karen Neumann   |
| Mixed        | Jesper Larsen Majken Vange      | Vladislav Druzchenko Viktoria Evtushenko | Stephan Kuhl Nicol Pitro        |

## Finalresultate
| Disziplin    | Sieger                          | Finalist                                  | Ergebnis           |
| ------------ | ------------------------------- | ----------------------------------------- | ------------------ |
| Herreneinzel | Kenneth Jonassen                | Jesper Olsson                             | 15-2, 5-15, 15-6   |
| Dameneinzel  | Marina Andrievskaia             | Lee Kyung-won                             | 11-6, 11-3         |
| Herrendoppel | Michael Keck Dharma Gunawi      | Jesper Larsen Peder Nissen                | 15-10, 15-8        |
| Damendoppel  | Brenda Conijn Nicole van Hooren | Jillian Haldane Elinor Middlemiss         | 15-17, 15-6, 15-9  |
| Mixed        | Jesper Larsen Majken Vange      | Vladislav Druzchenko Victoria Evtoushenko | 15-8, 14-17, 15-11 |